# Liste der Baudenkmale in Seedorf (Dannenberg)
In der Liste der Baudenkmale in Seedorf (Dannenberg) sind die Baudenkmale des niedersächsischen Ortes Seedorf (Dannenberg) aufgelistet. Dies ist ein Teil der Liste der Baudenkmale in Dannenberg (Elbe). Der Stand der Liste ist der 31. Oktober 2021.
Die Quelle der IDs und der Beschreibungen ist der Denkmalatlas Niedersachsen.

## Allgemein
In den Spalten befinden sich folgende Informationen:
- Lage: die Adresse des Baudenkmales und die geographischen Koordinaten. Kartenansicht, um Koordinaten zu setzen. In der Kartenansicht sind Baudenkmale ohne Koordinaten mit einem roten Marker dargestellt und können in der Karte gesetzt werden. Baudenkmale ohne Bild sind mit einem blauen Marker gekennzeichnet, Baudenkmale mit Bild mit einem grünen Marker.
- Bezeichnung: Bezeichnung des Baudenkmales
- Beschreibung: die Beschreibung des Baudenkmales. Unter § 3 Abs. 2 NDSchG werden Einzeldenkmale und unter § 3 Abs. 3 NDSchG Gruppen baulicher Anlagen und deren Bestandteile ausgewiesen.
- ID: die Objekt-ID des Baudenkmales
- Bild: ein Bild des Baudenkmales, ggf. zusätzlich mit einem Link zu weiteren Fotos des Baudenkmals im Medienarchiv Wikimedia Commons. Wenn man auf das Kamerasymbol klickt, können Fotos zu Baudenkmalen aus dieser Liste hochgeladen werden:

## Baudenkmale

### Gruppe baulicher Anlagen
| Lage                       | Bezeichnung   | Beschreibung | ID       | Bild |
| -------------------------- | ------------- | --- | -------- | ---- |
| 53° 7′ 12″ N, 11° 8′ 57″ O | Rundlingsdorf | Nach einem Brand wurde Hof Nr. 2 auf ein nördlich der Wurt gelegenes Grundstück umgesiedelt. Diese Hofanlage stammt von 1828, bestehend aus sieben auf einer Warft stehenden Häusern. | 30826320 |      |

### Einzeldenkmale in Seedorf
| Lage                                     | Bezeichnung               | Beschreibung | ID       | Bild |
| ---------------------------------------- | ------------------------- | --- | -------- | ---- |
| Seedorf Nr. 1 53° 7′ 10″ N, 11° 8′ 54″ O | Wohn-/ Wirtschaftsgebäude | Großes Zweiständerhaus mit Backsteinausfachung; vollständig zu Wohnzwecken umgebaut; zusätzliche Fenster- und Türeinbauten; Satteldach in Reetdeckung; Halbwalm am Wohngiebel. Wirtschaftsgiebel errichtet 1872 (i), das Haus im Kern wohl eher 18. Jahrhundert, (heute überformt). | 30835861 | BW   |
| Nr. 2 53° 7′ 14″ N, 11° 8′ 56″ O         | Wohn-/ Wirtschaftsgebäude | Vierständerhaus mit Backsteinausfachung; Mistgangtüren zugesetzt; zusätzliche Fenster und Türeinbauten; Halbwalmdach in Hohlpfannendeckung. Errichtet 1828 (i). | 30835842 | BW   |
| Nr. 3 53° 7′ 11″ N, 11° 8′ 56″ O         | Wohn-/ Wirtschaftsgebäude | Giebelständig zum zentralen Dorfplatz. Vierständerhaus mit Backsteinausfachung unter Halbwalmdach; Reste von Reetdeckung. Innen stark überformt. Erbaut wohl Anfang des 19. Jahrhunderts - Inschriften durch moderne Wandverkleidung verdeckt.                                      | 30835823 | BW   |
| Nr. 3 53° 7′ 12″ N, 11° 8′ 57″ O         | Scheune                   | Längsscheune mit westlicher Durchfahrt. Eingeschossiger Fachwerkbau, Ausfachung in Lehmstakung (Traufseiten) und Backsteinmauerwerk (Giebelseiten), unter erneuertem Satteldach. Errichtet 1807 (i).                                                                                | 30841333 | BW   |
| Nr. 4 53° 7′ 13″ N, 11° 8′ 58″ O         | Wohn-/ Wirtschaftsgebäude | Nach einem Brand wurde Hof Nr. 4 auf ein nördlich der Wurt gelegenes Grundstück umgesiedelt. Vierständerhaus mit Backsteinausfachung; Halbwalmdach, dabei Halbwalme in Ziegeldeckung. Diese Hofanlage stammt von 1824.                                                              | 30835804 |      |
| Nr. 5 53° 7′ 11″ N, 11° 8′ 58″ O         | Wohn-/ Wirtschaftsgebäude | Vierständerhaus mit Backsteinausfachung; Mistgangtüren zugesetzt; zusätzliche Tür- und Fenstereinbauten; unter Halbwalmdach. Errichtet 1850 (i). | 30835785 |      |
| Nr. 6 53° 7′ 10″ N, 11° 8′ 59″ O         | Wohn-/ Wirtschaftsgebäude | Zweiständerhaus mit Backsteinausfachung; Wirtschaftsteil verkleinert; Halbwalmdach in Krempziegeldeckung. Errichtet 1816 (i). | 30835766 |      |
| Nr. 8 53° 7′ 8″ N, 11° 8′ 56″ O          | Wohn-/ Wirtschaftsgebäude | Vierständerhaus mit Backsteinausfachung; vollständig zu Wohnzwecken ausgebaut; Dielentor und Mistgangtüren durch großflächige Glastüren ersetzt; Hauseingänge an beiden Traufseiten; unter Halbwalmdach. Errichtet 1812 (i), heute stark überformt.                                 | 30835747 |      |